# نحميا سترونج
نحميا سترونج (بالإنجليزية: Nehemiah Strong )‏ (و. 1729 – 1807 م) هو عالم فلك من الولايات المتحدة الأمريكية . ولد في نورثهامبتون .
توفي عن عمر يناهز 78 عاماً.